# Thapsia meoides
Thapsia meoides är en flockblommig växtart som beskrevs av Giovanni Gussone. Thapsia meoides ingår i släktet Thapsia och familjen flockblommiga växter. Inga underarter finns listade i Catalogue of Life.